# Людина-олень
«Людина-олень» — радянський художній фільм 1985 року, знятий режисером Максимом Смагуловим на кіностудії «Казахфільм».

## Сюжет
Про співвідношення минулого та сьогодення, загального та індивідуального, про збереження гуманного високого початку в людині. Високо в горах самотньо живе лісник Актан зі своєю німою тіткою в покинутому людьми аулі. Неправильним і суєтним здається йому життя людей. Але й своє життя подобається йому дедалі менше. Зіткнення з людьми, які хижацьки експлуатують природу, змушує Актана активно втручатися в життя.

## У ролях
- Дімаш Ахімов — Актан
- Сабіра Кумушалієва — тітка Актана
- Байтен Омаров — Асан
- Данагуль Темірсултанова — Айгуль
- Нуржуман Іхтимбаєв — «Бух»
- Раїса Мухамедьярова — вдова
- С. Аліпов — Кан
- Марат Азімбаєв — «ДТ»
- Мадіна Єржанова — тітка Актана в молодості
- Аблікім Разієв — Актан в дитинстві
- Абдулрахім Разієв — «ДТ» в дитинстві
- Ф. Бахтінова — епізод
- Талгат Казибеков — епізод
- Тунгишбай Жаманкулов — батько Актана
- М. Мурзикова — епізод
- Алімгази Райнбеков — епізод
- Тамара Кротова — епізод
- Ф. Тумарбаєв — епізод

## Знімальна група
- Режисер — Максим Смагулов
- Сценарист — Максим Смагулов
- Оператор — Бек Бактимбеков
- Композитор — Талгат Сарибаєв
- Художник — Володимир Арискін